# Фолтлаге
Фолтлаге (њем. Voltlage) општина је у њемачкој савезној држави Доња Саксонија. Једно је од 34 општинска средишта округа Оснабрик. Према процјени из 2010. у општини је живјело 1.781 становника. Посједује регионалну шифру (AGS) 3459032.

## Географски и демографски подаци
Фолтлаге се налази у савезној држави Доња Саксонија у округу Оснабрик. Општина се налази на надморској висини од 48 метара. Површина општине износи 42,4 km². У самом мјесту је, према процјени из 2010. године, живјело 1.781 становника. Просјечна густина становништва износи 42 становника/km².